# منطقه دریای سیاه
منطقه دریای سیاه (به ترکی استانبولی: Karadeniz Bölgesi) یکی از ۷ منطقه ترکیه که در بخش شمالی ترکیه ایجاد شده است.
منطقه‌ دریای سیاه از غرب به ناحیه مرمره، در شمال به دریای سیاه، در جنوب منطقه آناتولی مرکزی، جنوب‌شرقی به منطقه آناتولی شرقی و در شمال‌شرق به گرجستان محدود می‌شود.
جمعیت منطقه‌ دریای سیاه بر اساس سرشماری سال ۲۰۱۰ میلادی ۸،۴۳۹،۲۱۳ نفر شمارش شده‌بود. که ۴،۱۳۷،۱۶۶ نفر در شهر و ۴،۳۰۱،۷۴۷ نفر در روستاها زندگی می‌کنند.

## استان‌ها

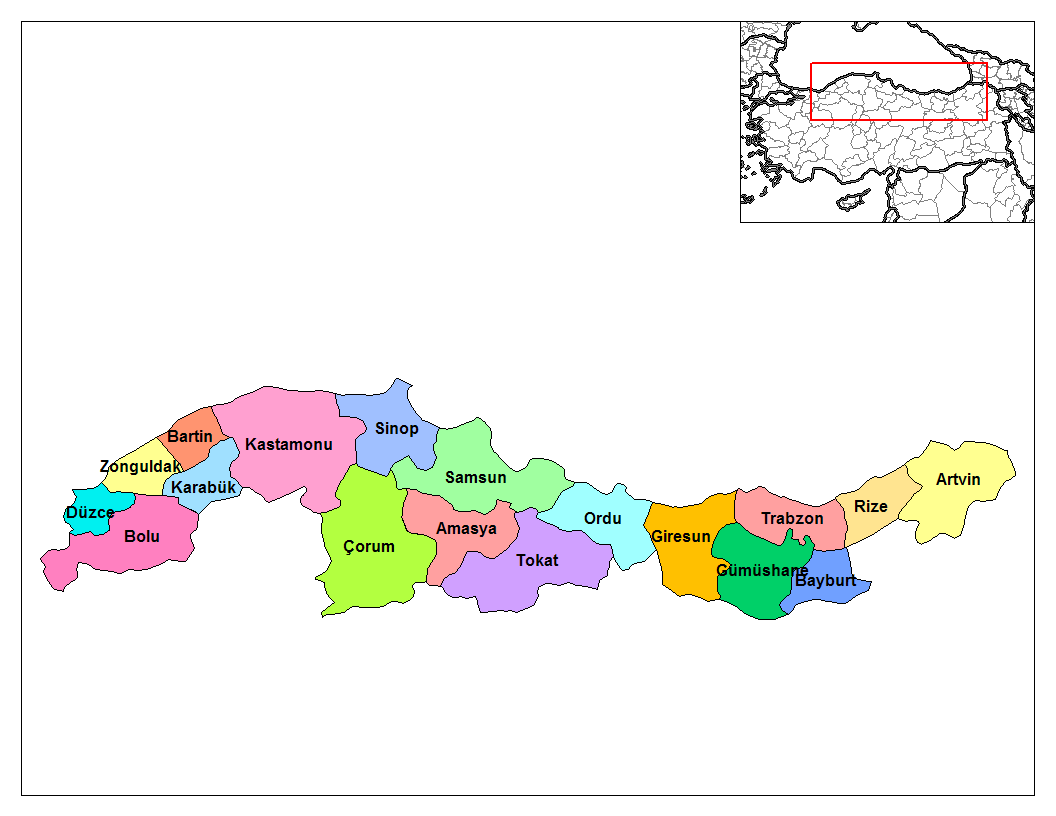

- آرتوین
- اردو
- آماسیه
- بارتین
- بایبورت
- بولی
- ترابزون
- توقات
- چوروم
- دوزجه
- ریزه
- زونگولداغ
- سامسون
- سینوپ
- قره‌بوک
- قسطمونی
- گوموش‌خانه
- گره‌سون